# 穆因加省
穆因加省是布隆迪17省之一，位於該國東北端，省會穆因加，北臨盧旺達，東面是坦桑尼亞，南接坎庫佐省，西毗卡魯濟省和恩戈齊省，面積1,836平方公里，1999年居民人數485,347。
2°49′25″S 30°19′25″E / 2.82361°S 30.32361°E